# لقاء في بغداد
لقاء في بغداد أو موعد في بغداد (بالإنجليزية: They Came to Baghdad) هي رواية تحقيق للمؤلفة البريطانية أجاثا كريستي نُشِرَت لأول مرة في 5 آذار/مارس 1951.

## نبذة عن القصة
بغداد هي الموقع الذي وقع عليه الاختيار لعقد اجتماع سري يضم قادة الدول العظمى بعد الحرب العالمية الثانية، غير أن هذه المعلومة تسربت - لسوء الحظ - فوصلت إلى منظمة سرية تسعى إلى إفشال هذه القمة.
تجد فكتوريا جونز نفسَها في وسط هذه الأجواء المتوترة. وهي فتاة جريئة تحب المغامرة، ولكنها تحصل على قدر من المغامرة يفوق كلَّ توقعاتها حين يلفظ عميلٌ سري جريحٌ أنفاسَه الأخيرة في غرفتها بالفندق!
((تبدأ الرّواية بخروج الكابتن كروسبي من أحد المـصارف: والشّارع الّذي كان فيه الكابتن كروسبي يدعى بشارع البنوك في وسط العاصمة بغداد لأنّ أغلب بنوك المدينة تقع فيه. وكان في داخـل البنك شيء من البرودة والعتمة، أو بالأحرى شيء من العفونة. وكانت ضربات عدد كبير من الآلات الكاتبة تتعالى في خلفيته. أمّا في خارجه، فقد كانت الشّمس حارّة. وكان الغبار المتطاير يملأ شارع البنوك، وكانت الضّوضاء فيه شديدة متنوعة المصادر: أصوات المنبهات الملحّة، وصياح باعة السّلع المختلفة. وكان هناك مشاجرات حامية بين أعداد من النّاس يبدو عليهم أن بعضهم على وشك قتل البعض الآخر ولكنهم كانوا في الحقيقة أصدقاء أحباء، وأعداد من الرّجال والـصّـبـيـان والأطـفـال يـبـيـعـون كـلّ أنـواع الـنـبـاتـات والـحـلـويـات والـبـرتـقـال والـمـوز والـمِـنـشـفـات والأمـشـاط وأمـواس الـحـلاقـة وسـلـع أخـرى يـدورون بـهـا في الـشـوارع عـلى صـواني. وكـان هـنـاك أيـضـاً أصـوات تـنـحـنـح الـنّـاس الـمـسـتـمـر وبـصـاقـهـم، ويـعـلـو فـوق ذلـك كـلّـه عـويـل سـوّاق الـحـمـيـر والـخـيـل الـمـقـهـور الـمـرتـفـع الـنّـبـرات في وسـط هـديـر الـسّـيّـارات وصـيـاح الـمـشـاة : (بـالـك! بـالـك ! Balek ! Balek ). لقد كـانـت الـسّـاعـة الـحـاديـة عـشـرة صـبـاحـاً في مـديـنـة بـغـداد. ولقد أوقـف الـكـابـتـن كـروسـبي صـبـيـاً كـان يـركـض بـسـرعـة وعـلى ذراعـه حـمـولـة جـرائـد واشـتـرى واحـدة مـنـهـا. وبـعـد أن خـرج مـن شـارع الـبـنـك دخـل في شـارع الـرّشـيـد، وهـو شـارع بـغـداد الـرّئـيـسي، يـخـتـرقـهـا عـلى مـدى أربـعـة مـايـلات (سـتّ كـيـلـومـتـرات ونـصـف تـقـريـبـاً) مـحـاذيـاً نـهـر دجـلـة. وألـقى الـكـابـتـن كـروسـبي نـظـرات سـريـعـة عـلى عـنـاويـن أخـبـار الـجـريـدة، ووضـعـهـا تـحـت إبـطـه. وبـعـد أن سـار حـوالي مـائـتي يـاردة (183 مـتـراً تـقـريـبـاً) استدار لـيـدخـل في درب ضـيّـق يـفـضي إلى خـان أو حـوش كـان في جـانـبـه الـمـقـابـل بـاب عـلـيـه لافـتـة نـحـاسـيـة دفـعـه فـانـفـتـح داخـلاً في مـكـتـب. ونـهـض مـوظـف شـاب عـراقي طـويـل نـظـيـف ومـهـنـدم مـن وراء آلـتـه الـكـاتـبـة واتـجـه نـحـوه مـبـتـسـمـاً مـرحّـبـاً “.
ويـدخـل الـكـابـتـن كـروسـبي في مـكـتـب مـسـتـر داكـيـن. ونـعـرف أنّ الـكـابـتـن كـروسـبي وصـل إلى بـغـداد عـائـداً مـن كـركـوك، وأنّ هـمّـه وهـمّ الـمـسـتـر داكـيـن كـان مـراقـبـة اجـتـمـاع سـرّي سـيـعـقـد في بـغـداد. وتـسـاءل الـكـابـتـن كـروسـبي هـل يـنـوي الـدّكـتـاتـور الـكـبـيـر (ويـعـني بـه رئـيـس قـوّة أوربـيـة عـظـيـمـة) أن يـأتي إلى بـغـداد. ونـعـرف أنّ كـارمـايـكـل Carmichael وجـد مـعـلـومـات بـعـثـهـا عـن طـريـق صـلاح حـسـن Salah Hassan بـشـفـرة سـرّيـة.
وبـعـد أن تـركـه الـكـابـتـن كـروسـبي هـمـس مـسـتـر داكـيـن لـنـفـسـه : (لقد جـاءوا إلى بـغـداد They Came to Baghdad). وعـلى ورقـة رسـم دائـرة كـتـب تـحـتـهـا (بـغـداد) وحـولـهـا خـطـط صـورة جـمـل وطـائـرة وبـاخـرة وقـطـار صـغـيـر يـنـفـث دخـانـاً تـتـجـه كـلّـهـا نـحـو الـدّائـرة. وفي زاويـة رسـم شـبـكـة عـنـكـبـوت وكـتـب في وسـطـهـا آنـا شـيـل Anna Scheel ، ووضـع تـحـتـهـا عـلامـة اسـتـفـهـام كـبـيـرة)).